# Republic P-43 Lancer
Le Republic P-43 Lancer était un chasseur monomoteur à ailes basses entièrement métallique. Construit par la Republic Aviation Company, les premiers exemplaires entrèrent en service au début 1940 au sein de United States Army Air Corps. Cet article traite aussi de la version évoluée du P-43, le P-44 Rocket.

## Design & Développement
La Seversky Aircraft Company, qui changea son nom en 1939 en Republic Aviation Company, construisit toute une série de prototypes basée sur le design de son P-35, en utilisant différentes motorisations et configurations. De ces différents « essais », désignés AP-2, AP-7, AP-4 (qui vola après le AP-7), AP-9, XP-41 et NF-1 (Naval Fighter 1 - version embarquée), le plus significatif restera le AP-4 qui servira de base de travail pour le futur chasseur Seversky/Republic.
Ce prototype possédait un train totalement rétractable, une structure rivetée et de façon plus significative un moteur Pratt & Whitney R-1830-SC2G avec un turbocompresseur offrant 1 200 ch avec une bonne performance en altitude. Ce turbocompresseur avait été développé par Boeing lors de son programme du B-17 Flying Fortress et ses performances présentaient un grand intérêt pour les autres constructeurs aéronautiques.
Le seul exemplaire de AP-4 construit fut utilisé comme base de tests pour l'évaluation de l'aérodynamique des chasseurs à moteur en étoile. Il était équipé d'une grande casserole d'hélice et d'un capot moteur ajusté, basé sur les expérimentations du modèle de série P-35. La grande casserole d'hélice du AP-4 fut plus tard retiré au profit d'un plus aérodynamique. Bizarrement, cela entraîna des problèmes de surchauffe moteur. Le 22 mars 1939, le moteur prit feu en vol, le pilote sauta en parachute et le AP-4 fut perdu. Malgré la perte du prototype, l'USAAC apprécia assez le AP-4 pour une pré-commande de 13 appareils en mai 1939, désignés YP-43.
La principale différence entre le AP-4 et le YP-43 réside dans son fuselage de type « razorback » (qui rappelle en fait une sorte de sanglier sauvage) avec une partie du fuselage partant au-dessus de la verrière. La prise d'air fut déplacée de la base des ailes jusqu'à sous le moteur, qui nécessita la conception d'un capot de forme ovoïdale. L'avion était équipée avec un moteur en étoile R-1830-35 de 14 cylindres refroidi par air avec un turbocompresseur General Electric B-2 générant 1 200 ch et actionnant une hélice tripale à pas variable. Côté armement, l'équipement consistait en deux mitrailleuses synchronisées de calibre 0.50 (12,7 mm) sur le capot et une mitrailleuse de calibre 0.30 (7,62 mm) dans chaque aile. Le résultat final ressemble à un P-47 Thunderbolt en miniature.    
Le premier des treize YP-43 fut livré en septembre 1940 et le dernier en avril 1941. Les premiers tests révélèrent une forte tendance à partir en lacet durant les phases de décollage et de roulage, ce problème fut réglé en redessinant la roulette de queue. Bien que l'avion dépassait les performances fixées dans le cahier des charges de l'USAAC, il fut dès 1941 considéré comme obsolète, manquant de manœuvrabilité, de protection pour le pilote ou de réservoirs auto-obturants. Comme l'USAAC jugea que le design du P-35/P-43 ne pouvait plus être amélioré, elle jeta son dévolu sur le prometteur P-47. Cependant, comme le nouveau moteur Pratt & Whitney R-2800 destiné à ce nouveau chasseur n'était pas encore opérationnel, il fut décidé de passer quand même une commande de 54 P-43 à la Republic Aircraft Company en attendant que les lignes de production fussent prêtes pour le P-47.

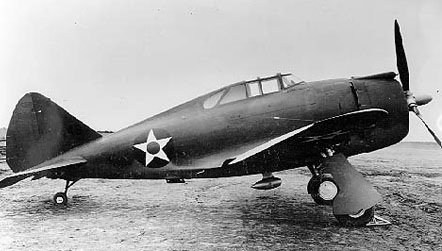
P-43A-1

Les modèles de production étaient identiques au prototype YP-43 et furent livrées entre le 16 mai et le 28 août 1941. Les retards continus du programme P-47 résultent de la commande additionnelle de l'USAAC de 80 P-43 supplémentaires équipés du moteur R-1830-49, donnant de meilleures performances en altitude, et avec des mitrailleuses calibre 0.50 dans les ailes au lieu des 0.30. Une commande de 125 P-43A-1 arriva en plus au nom de la Chine dans le cadre de la loi Prêt-Bail. À l'origine, cette commande devait équiper le Third American Volunteer Group, un groupe de combat similaire au célèbre First American Volunteer Group ou Tigres Volant. Les appareils de cette commande étaient seulement armés de 2 mitrailleuses de 0.50 dans chaque aile (les mitrailleuses du fuselage furent retirées) et possédaient un blindage rudimentaire du cockpit et des réservoirs. En fait, le P-43A-1 avait le même armement que le P-43A : 4 mitrailleuses de calibre 0.50 (2 dans le fuselage et 2 dans les ailes). De l'extérieur, les deux variantes étaient totalement semblables, seuls les numéros de série permettaient de distinguer un P-43A d'un P-43A-1.
Au total, 272 P-43 (toutes variantes confondues) furent construits, un nombre remarquable vu que l'intention première était de ne pas le produire en masse.

### P-44 Rocket
Bien que le P-43 soit clairement obsolète, Republic fait une dernière tentative dans le but d'obtenir le maximum de performances du modèle, en l'équipant avec un moteur Pratt & Whitney R-2180-1 de 1 400 ch. Le résultat final est un P-43 avec une grande casserole d'hélice émanant des prototypes de Fw 190. L'USAAC fut suffisamment intéressé pour assigner à ce projet AP-4J une désignation officielle P-44 Rocket et commanda 80 appareils. Cependant, les rapports de combat du théâtre européen démontrèrent un déficit flagrant de performances pour l'emporter. Le projet fut abandonné sans prototype construit. Un total de 54 P-43 furent commandés pour garder les lignes de production de Republic ouvertes. Alexander Kartveli et son équipe concentrèrent leurs efforts sur l'avancement du AP-10/XP-47 qui deviendra le fameux P-47 Thunderbolt.

## Service opérationnel
L'USAAC considéra dès le début, le P-43 et ses variantes comme obsolètes et ne les utilisèrent que pour l'entraînement des élèves pilotes. Plusieurs P-43 de reconnaissance photo furent acquis par la Royal Australian Air Force en 1942. Fin 1942, tous les P-43 survivants furent renommés RP-43, c'est-à-dire inaptes aux combats. La plupart des P-43 non envoyés en Chine furent modifiés pour des tâches de reconnaissance photo et d'entraînement.
Les avions livrés en Chine dans le cadre de la loi Prêt-Bail furent convoyés par le groupe de combat de volontaires américains du Général Claire Chennault : les Flying Tigers. Les pilotes chargés de cette tâche préférèrent le P-43 pour ses bonnes performances en altitude en comparaison de leur Curtiss P-40 Warhawk, en plus de son rayon de virage et de son moteur en étoile exempté du vulnérable système de refroidissement liquide. Apparemment, il semblerait que plusieurs pilotes du 1st AVG demandèrent au Général Chennault de garder quelques P-43, leur demande fut déboutée en raison du manque de blindage de l'appareil et de ses réservoirs non auto-obturants. En outre, le turbocompresseur fut jugé peu fiable et de même que la conception en "aile humide" (les réservoirs de carburant étaient situés dans les ailes pour gagner de la place dans le fuselage) dont les réservoirs fuyaient fréquemment. 
L'as américain Robert Lee Scott, Jr. raconte dans son autobiographie Dieu est mon copilote comment il parvint à survoler le sommet de l'Everest avec un de ces appareils qu'il avait récupéré après son abandon par son ancien pilote chinois.
Le P-43 aux mains des pilotes chinois se révéla très peu performant face à la chasse nippone en raison de sa grande vulnérabilité, il fut retiré et remplacé du combat en 1944. Les protections rudimentaires supplémentaires ajoutées sur la variante P-43A-1 furent très insuffisantes. De plus, les moteurs R-1830 équipant le Lancer subissaient une très forte demande pour la production des avions de transport Douglas C-47 Skytrain pour le théâtre européen, ce qui réduisit encore plus l'espérance de service du P-43.

## Variantes
- YP-43 : Prototype de pré-production, 13 construits.
- P-43 : Première version de production, identique au YP-43, 54 produits.
- P-43A : version motorisée avec un moteur R-1830-49 et armée avec des mitrailleuses de calibre 0.50 dans les ailes au lieu des calibre 0.30 standard, 80 exemplaires produits.
- P-43A-1 : Version destinée à la Chine, avec un blindage rudimentaire du fuselage et des réservoirs, armée avec 4 mitrailleuses de calibre 0.50 dans les ailes, un point d'attache ventral pour un réservoir additionnel ou 91 kg de bombes. 125 appareils produits.
- P-43B : Version de reconnaissance-photo avec le matériel de prise de vue dans la queue, 150 appareils convertis à partir de P-43A et P-43A-1.
- P-43C : Version de reconnaissance-photo divergente du P-43B seulement à cause de son équipement, 2 appareils convertis à partir de P-43A.
- P-43D : Version de reconnaissance-photo équipé avec le moteur R-1830-47. 6 appareils convertis à partir de P-43A.
- P-43E : Proposition de version de reconnaissance-photo avec un R-1830-47 basé sur un P-43A-1. Aucun converti.
- RP-43 : Tous les P-43 de l'USAAF furent renommés comme inaptes au combat (R comme Restricted) en 1942.
- P-44 Rocket : Proposition de version motorisée avec un Pratt & Whitney R-2180-1 de  1 400 ch. Aucun construit.

## Pays utilisateurs
- Australie : Royal Australian Air Force
- Chine: Armée nationale révolutionnaire
- États-Unis : US Army Air Corps et US Army Air Force

## Dans la culture populaire
Le P.43 fut utilisé pour le tournage de films :
- Dans Test Pilot Clark Gable était un romantique pilote d'essai.
- Après Pearl Harbour, un avion de chasse avec moteur en étoile et mitrailleuses de capot offrait une intéressante ressemblance avec le Zéro japonais. On vit donc le P.43 (vu de face) dans des séquences d'attaque japonaises, notamment dans Air Force, ou dans Tant qu'il y aura des hommes.

#### Développements liés
- Seversky P-35
- Republic P-47 Thunderbolt

#### Avions similaires
- PZL.50 Jastrząb
- Brewster F2A Buffalo
- Curtiss P-36 Hawk
- Nakajima Ki-44